# Prioneris
Prioneris es un género  de mariposas perteneciente a la familia Pieridae. Se encuentra en el sudeste de Asia.

## Especies
- Prioneris autothisbe (Hübner, 1826)
- Prioneris clemanthe (Doubleday, 1846)
- Prioneris cornelia (van Vollenhoven, 1865)
- Prioneris hypsipyle Weymer, 1887
- Prioneris philonome (Boisduval, 1836)
- Prioneris sita (Felder, C & R Felder, 1865)
- Prioneris thestylis (Doubleday, 1842)